# Partit Socialrevolucionari
El Partit Socialrevolucionari (els membres del qual eren denominats SRs o esseristes; Партия социалистов-революционеров (ПСР), эсеры en rus) era un partit polític actiu a començament del segle xx. El partit es va fundar el 1901 sota el lideratge de Víktor Txernov.

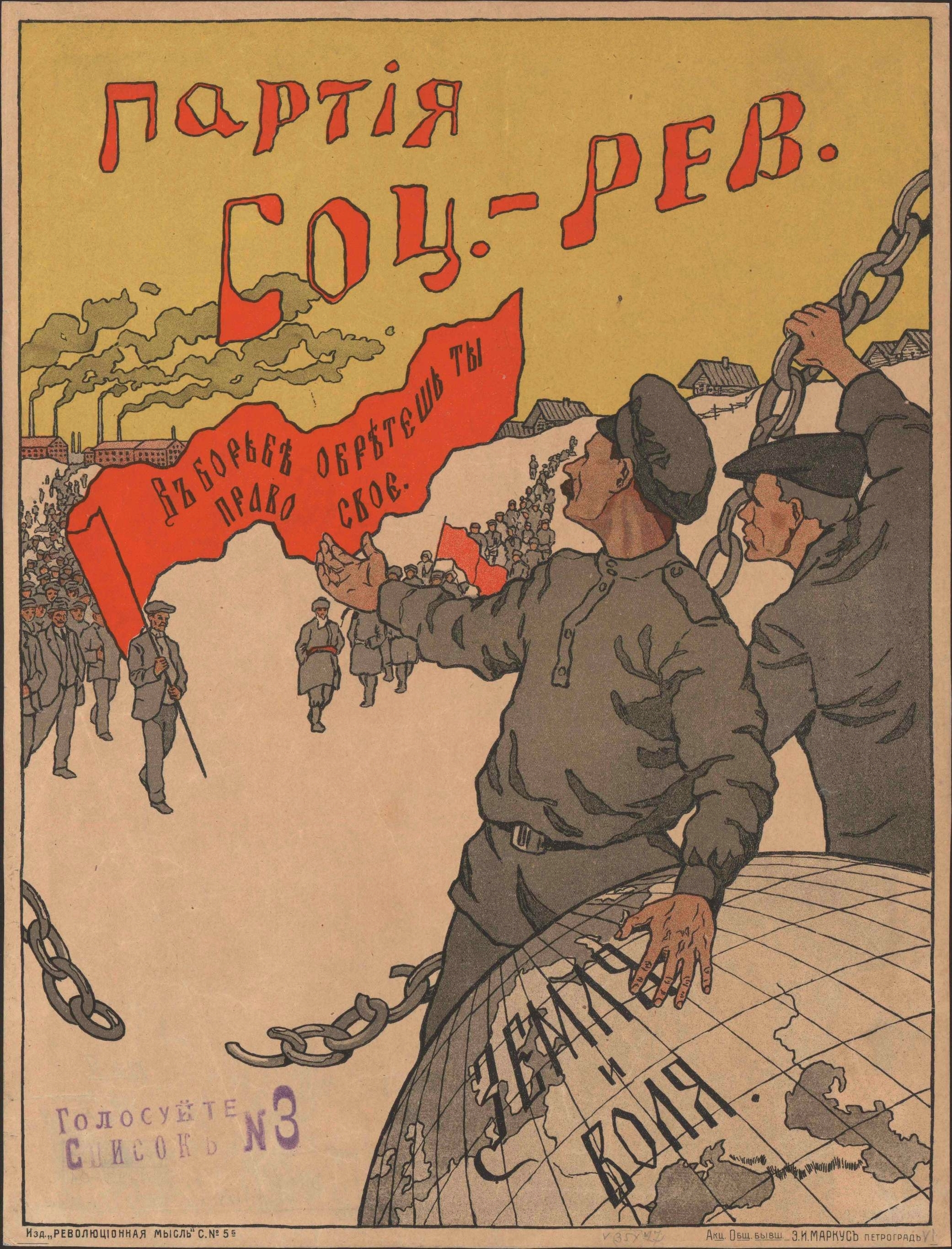
Propaganda del Partit Socialrevolucionari.

El programa es basava en una ideologia socialdemòcrata i va recaptar molts suports entre els pagesos que particularment van abraçar la seva proposta de socialització de la terra, oposada al programa bolxevic de nacionalització de la terra.
La base militant podria considerar-se com d'extrema esquerra per les seves propostes radicals, encara que més moderada que la bolxevic amb relació a l'aspecte del control polític. La formació política va allunyar-se gradualment de la tendència populista de la primeria. En produir-se el desenvolupament econòmic rus en els anys 90 del segle xix, van intentar generalitzar les seves reivindicacions socials des dels seus orígens rurals per a atreure una incipient classe obrera urbana en ràpid creixement. Volien ampliar el concepte de poble per a abastar d'aquesta manera tots els elements de la societat que tenien raons per a destruir el sistema tsarista. La Revolució Russa de Febrer del 1917, va elevar els SRs a un paper polític rellevant. Un dels seus membres, Aleksandr Fiodórovitx Kérenski, va formar part del govern liberal, fins i tot amb el temps en va esdevenir el president.
També constituïa una fracció del partit l'«Organització de Combat SR» (OCSR), un grup terrorista dirigit per Grigori Guerxuni que actuava independentment del partit per a no desacreditar-lo. L'OCSR va ser imprescindible per a l'obra del partit, sent responsable de l'assassinat del ministre de l'Interior, D.S. Spiaguin, i més tard de N.M. Bodgànovitx, el governador de la ciutat d'Ufà. Gerxuni va ser traït pel seu lloctinent Ievno Azev, que va resultar ser un agent de l'Okhrana la policia secreta tsarista. Va ser arrestat i jutjat per terrorisme. Azev esdevenir el nou líder de l'OCSR, àdhuc continuant com a agent doble de total confiança per a l'Okhrana.
El SR va continuar ocupant un paper central en política boicotejant eleccions, infiltrant-se en la policia secreta i perpetrant atemptats amb el seu braç armat. El 1917, els SRs es van dividir entre aquells que donaven suport al govern provisional, establert després de la Revolució de Febrer de 1917, i aquells que donaven suport als bolxevics, partidaris d'una revolució comunista. Aquests últims eren denominats socialrevolucionaris d'esquerra (SRs d'esquerra) i constituïen una escissió de facto de l'ala principal del partit, coneguda des de llavors com «SRs de dreta».
Els esseristes van decaure després que la Revolució d'Octubre dugués els bolxevics al poder encara que en les eleccions a l'Assemblea Constituent resultessin ser el partit més votat arreu del país (un 40% del vot) enfront del 25% dels bolxevics. No obstant això, aquests van dissoldre la càmera i a partir de llavors els socialrevolucionaris van perdre pes polític. El partit SR d'esquerra va formar una coalició amb els bolxevics en el govern soviètic, encara que van abandonar aquesta posició després de la signatura del Tractat de Brest-Litovsk. Amb tot, uns pocs SRs d'esquerra com Mikhail Kalinin van afiliar-se al Partit Comunista. El SR i altres grups antibolxevics van ser prohibits el 1918 i la majoria de membres del partit van derivar al terrorisme. Una antiga SR, Fanni Kaplan, va tractar d'assassinar Lenin com a represàlia per la il·legalització el 30 d'agost de 1918. Molts SRs van unir-se a l'Exèrcit Blanc i a l'Exèrcit Verd per a combatre els comunistes durant la Guerra Civil Russa al costat dels menxevics i altres formacions socialistes moderades. La major revolta contra els bolxevics, la Rebel·lió de Tambov, va ser dirigida per un SR, Aleksandr Antónov.